# Шатодён
Шатодён (фр. Châteaudun) — французский город на реке Луар, в департаменте Эр и Луар. В Средние века известен как «престольный город» одноимённого виконтства и графства Дюнуа. Представители Шатодёнского дома занимали замок Шатодён, который сохранился до наших дней и был отреставрирован в XX веке. Население 14 тыс. жит. (2007).
Город стоит на возвышении в области Дюнуа, на пересечении дорог из Шартра в Тур и из Орлеана в Ле-Ман, где раннее сходились границы областей Орлеане, Бос и Перш. Среди известных владельцев, был граф Жан де Дюнуа, от которого происходит род графов и герцогов Лонгвилей, владевшими Шатодёном до 1694 года. После смерти последнего из Лонгвилей графство Дюнуа вошло в королевский домен.
Название города состоит из двух слов, которые в переводе с латыни и с галльского означают «каструм» и «дун». Город известен с VI века, когда его упоминает Григорий Турский в своей «Истории франков» под латинизированным именем Castrum Dunense. При Робеспьере город был на короткое время переименован в Дюн-сюр-Луар (Dun-sur-Loir).

## Демография
| Год  | Численность | Численность |
| ---- | ----------- | ----------- |
| 1968 | 14 450      | [ 5 ]       |
| 1975 | 15 338      | [ 5 ]       |
| 1982 | 15 319      | [ 5 ]       |
| 1990 | 14 511      | [ 5 ]       |
| 1999 | 14 543      | [ 5 ]       |
| 2006 | 13 955      | [ 5 ]       |
| 2011 | 13 216      | [ 5 ]       |
| 2013 | 13 226      |             |
| 2015 | 12 980      | [ 6 ]       |
| 2016 | 13 409      | [ 7 ]       |
| 2017 | 13 195      | [ 8 ]       |
| 2018 | 13 078      | [ 9 ]       |
| 2019 | 13 096      | [ 10 ]      |
| 2020 | 12 949      | [ 11 ]      |
| 2021 | 12 909      | [ 12 ]      |
| 2022 | 12 898      | [ 3 ]       |

## Галерея

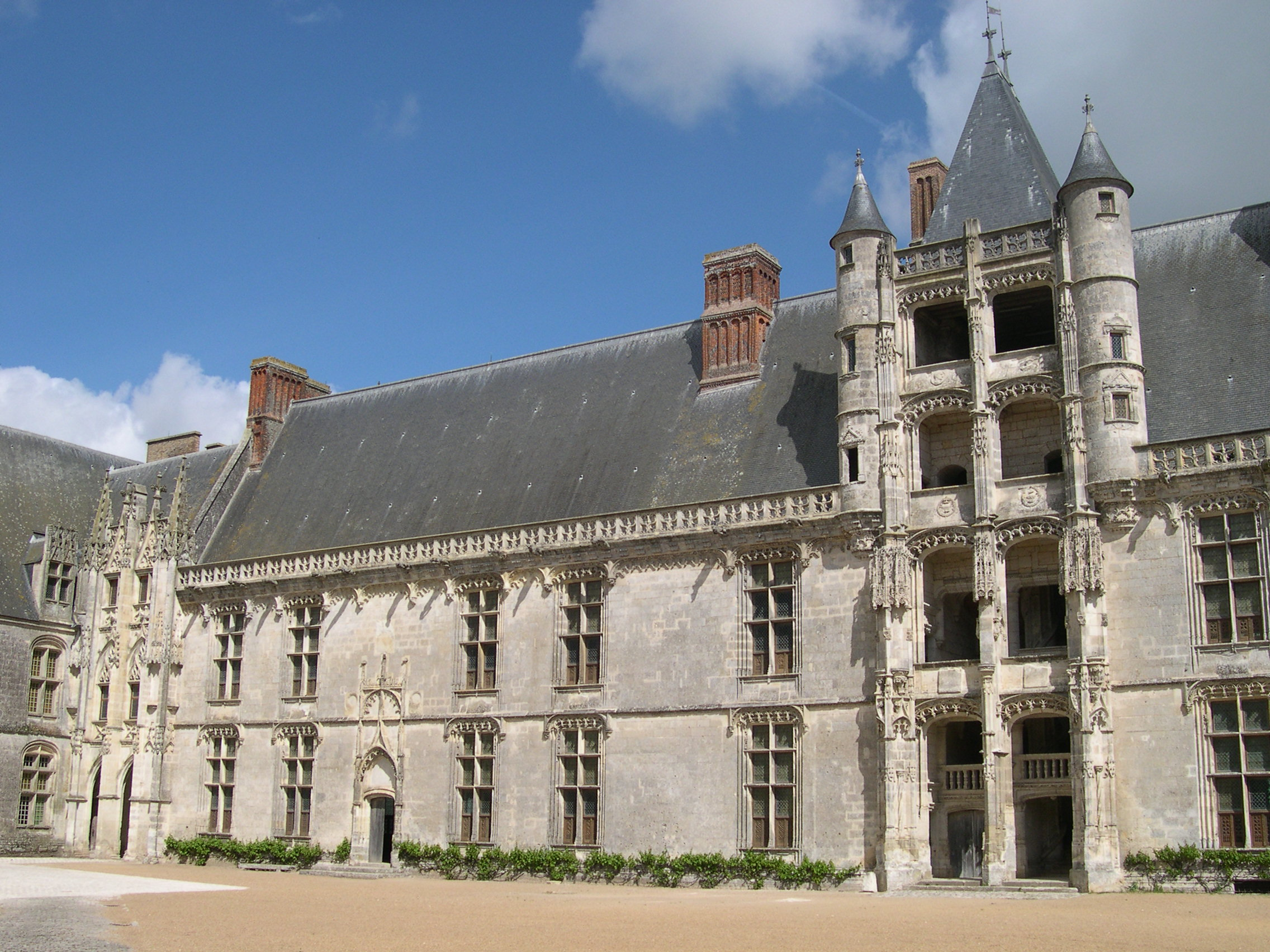
Вид на средневековый замок Шатодён
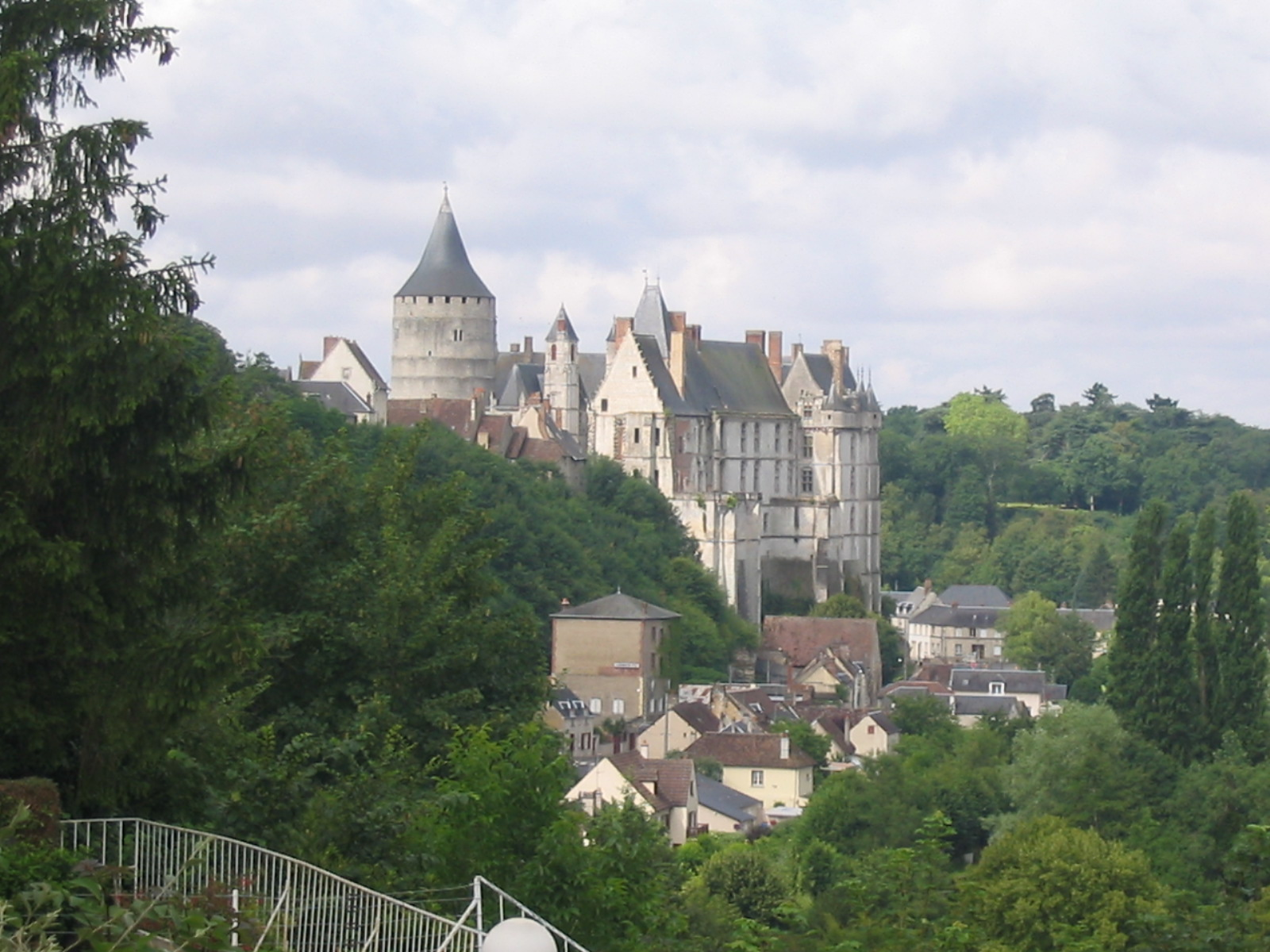
На окраине Шатодена
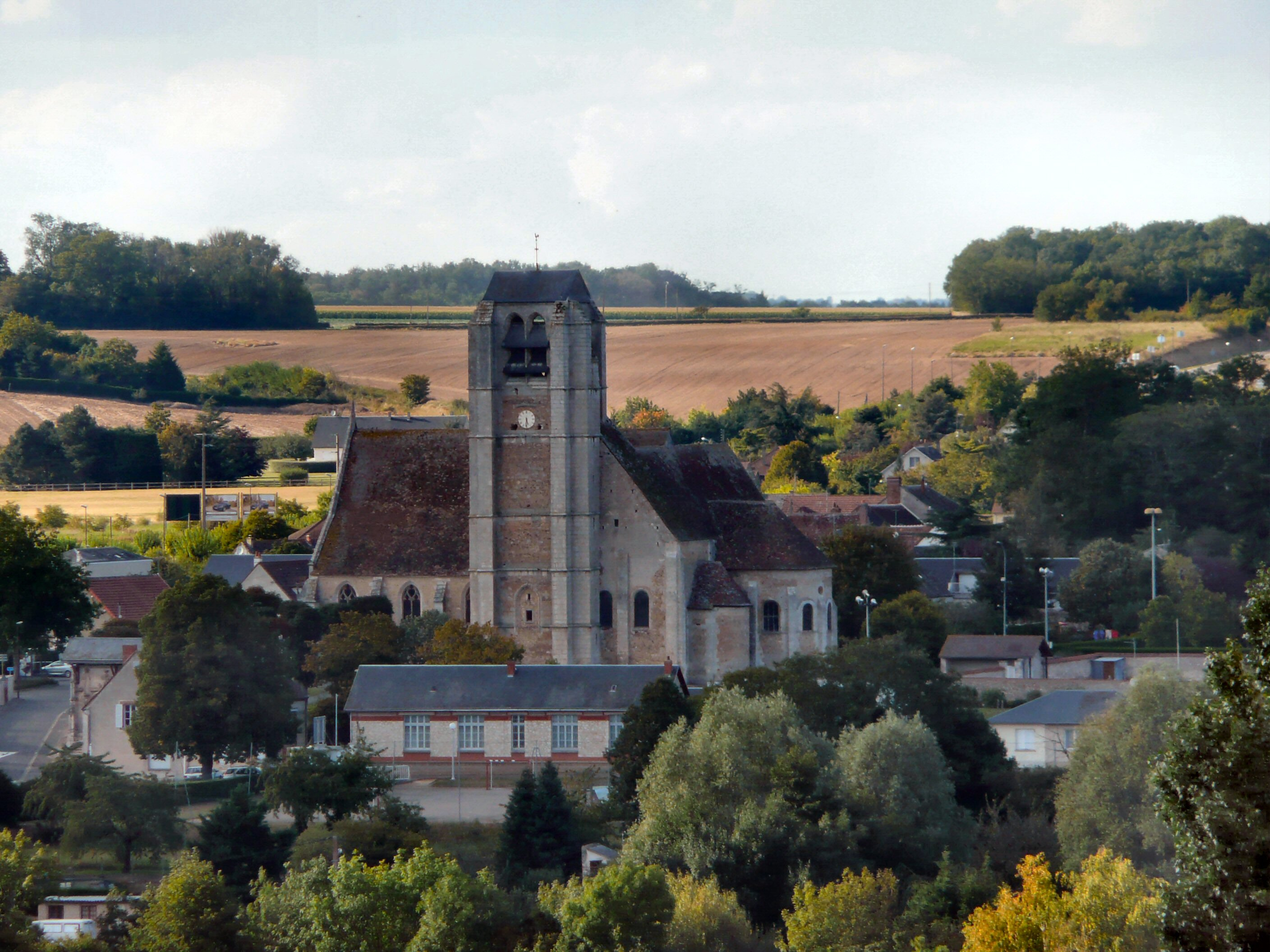
Ренессансный дворец Лонгвилей